# 創価大学硬式野球部
創価大学硬式野球部（そうかだいがくこうしきやきゅうぶ）は、東京新大学野球連盟に所属する野球チーム。創価大学の学生によって構成されている。

## 歴史
- 1971年（昭和46年）同好会として創部。
- 1974年（昭和49年）より、東京新大学野球連盟に加盟。2部リーグに所属[1]。
- 1975年（昭和50年）春季2部リーグで優勝し、秋季より1部リーグに昇格[1]。
- 1977年（昭和52年）春季1部リーグで初優勝。同年の全日本大学野球選手権大会（第26回大会）に初出場し優勝した駒沢大学に1-2で惜敗したが、ベスト4を記録した[1]。
- 1984年（昭和59年）春季リーグ戦から岸雅司が監督に就任。
- 1995年（平成7年）秋季リーグ戦優勝後、明治神宮野球大会（第26回大会）に初出場し近畿大学に0-1で惜敗したが、ベスト8を記録した[1]。
- 1995年（平成7年）のドラフト会議で、武藤孝司が近鉄バファローズから3巡目で指名され入団。創価大学硬式野球部初のプロ野球選手となった。
- 2005年（平成17年）のドラフト会議で、八木智哉が北海道日本ハムファイターズに希望枠で入団。創価大学硬式野球部出身者として最高位の指名となった[注釈 1]。
- 2006年（平成18年）東京新大学野球連盟において、連盟記録となる43連勝を記録[1]。
- 2016年（平成28年）のドラフト会議で、田中正義が1位指名で5球団競合の末、福岡ソフトバンクホークスに入団。
- 2020年（令和2年）秋季リーグ戦終了後に堀内尊法が監督に就任。
- 2022年（令和4年）秋季リーグ戦から佐藤康弘が監督に就任。
- 2024年（令和6年）秋季リーグ戦優勝後、第55回明治神宮野球大会で初の決勝戦に進出し青山学院大学に3-7で敗れたが、初の準優勝を記録した。

## 本拠地
グラウンド
創価大学キャンパス内ワールドグラウンド（東京都八王子市丹木町1-236）に所在。

## 記録
※ 2024年春秋リーグ戦終了現在
- 東京新大学野球リーグ
  - 1部リーグ優勝　50回（リーグ最多）
  - 2部リーグ優勝　1回
- 全日本大学野球選手権大会出場24回、ベスト4進出 7回
- 明治神宮野球大会出場12回、準優勝1回、ベスト4進出 3回

## 出身者
プロ野球選手
- 高橋郁雄 21期生（一光退社後 - ヤクルトスワローズ）
- 武藤孝司 22期生（近鉄バファローズ・大阪近鉄バファローズ）
- 阿久根鋼吉 23期生（NTT関東 - 日本ハムファイターズ・北海道日本ハムファイターズ）
- 中村隼人 24期生（本田技研 - 日本ハムファイターズ・北海道日本ハムファイターズ - 読売ジャイアンツ - 千葉熱血MAKING - 中信エレファンツ）
- 金森久朋 29期生（西多摩倶楽部 - 東北楽天ゴールデンイーグルス）
- 小谷野栄一 29期生（日本ハムファイターズ・北海道日本ハムファイターズ - オリックス・バファローズ）
- 野間口貴彦 32期生（大学中退、シダックス - 読売ジャイアンツ）
- 高口隆行 32期生（北海道日本ハムファイターズ - 千葉ロッテマリーンズ - 読売ジャイアンツ）2023年から野球部コーチを務める
- 梅田浩 32期生（読売ジャイアンツ）
- 八木智哉 32期生（北海道日本ハムファイターズ - オリックス・バファローズ - 中日ドラゴンズ）
- 髙田周平 34期生（信濃グランセローズ - 阪神タイガース - 信濃グランセローズ）
- 田上健一 36期生（阪神タイガース）
- 大塚豊 36期生（北海道日本ハムファイターズ）
- 小川泰弘 39期生（東京ヤクルトスワローズ）※現役
- 倉本寿彦 39期生（日本新薬 - 横浜DeNAベイスターズ - 日本新薬 - くふうハヤテベンチャーズ静岡）※現役
- 石川柊太 40期生（福岡ソフトバンクホークス - 千葉ロッテマリーンズ）※現役
- 寺嶋寛大 41期生（千葉ロッテマリーンズ）
- 田中正義 43期生（福岡ソフトバンクホークス - 北海道日本ハムファイターズ）※現役
- 池田隆英 43期生（東北楽天ゴールデンイーグルス - 北海道日本ハムファイターズ）※現役
- 杉山晃基 46期生（東京ヤクルトスワローズ）
- 望月大希 46期生（北海道日本ハムファイターズ）
- 小孫竜二 46期生（東北楽天ゴールデンイーグルス）※現役
- 海老原一佳（富山GRNサンダーバーズ - 北海道日本ハムファイターズ育成）　
- 萩原哲 47期生（読売ジャイアンツ）※現役
- 保科広一 47期生（読売ジャイアンツ育成）
- 鈴木勇斗  48期生（阪神タイガース）※現役
- 門脇誠 49期生（読売ジャイアンツ）※現役　

その他
- 佐藤明義 - 卒業後、航空自衛隊千歳に所属。引退後、北海道ベースボールリーグ・すながわリバーズ監督。
- 佐藤康弘 - 卒業後、プリンスホテルに所属。バルセロナオリンピック野球銅メダリスト。2022年から野球部監督。
- 徳田正憲 - 卒業後、Tsukuba Clubに所属。現在は「トクサン」名義で野球YouTuberとして活動。
- 堀内尊法 - 卒業後、野球部のコーチに就任し、2020年から2022年まで野球部の監督を務めた。2023年から創価高等学校野球部監督を務める。
- 山本伸一 - 卒業後、佐川急便大阪（軟式）を経て高知ファイティングドッグスに所属。野球を引退後、競輪選手に転向。